# 圣弥额尔圣殿 (马德里)
圣弥额尔圣殿 (西班牙語：Basílica Pontificia de San Miguel)是一座巴洛克风格的罗马天主教宗座圣殿，位于西班牙马德里市中心. 它位于圣犹斯多街，毗邻总主教府。它是教廷驻西班牙大使的教堂，现在由主业会神父管理。

## 历史
该堂始建于1739年，由托莱多总主教钦琼伯爵路易斯枢机出资142万里亚尔兴建于圣犹斯多堂原址，竣工于1745年。
在拿破仑入侵后, 因为附近的圣弥额尔堂被拆毁，该堂增加供奉圣弥额尔。

## 内部
在室内的雕塑中, 有路易斯·萨尔瓦多·卡莫纳的木雕基督像 "Cristo de la Fe y del Perdón"。

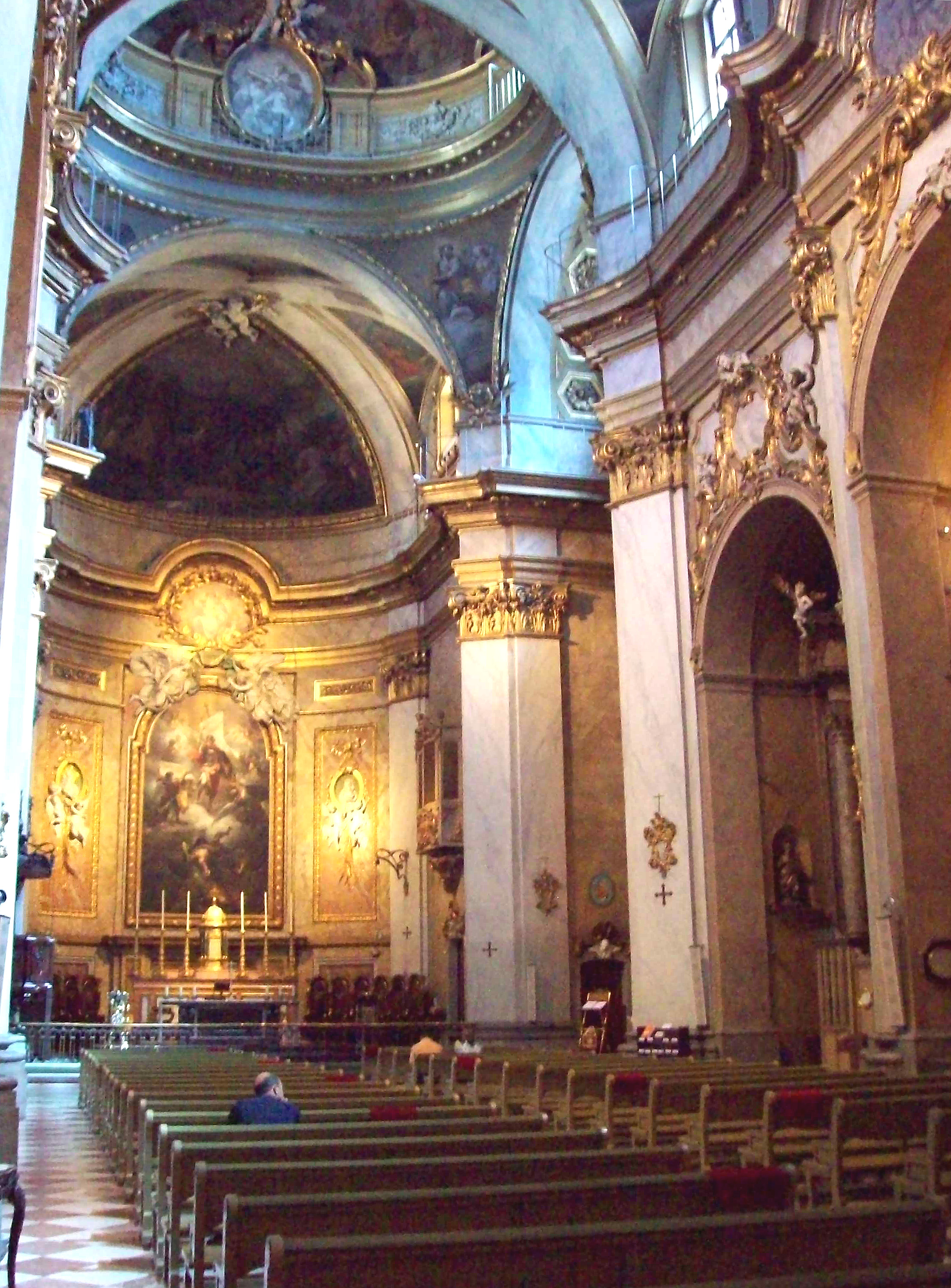
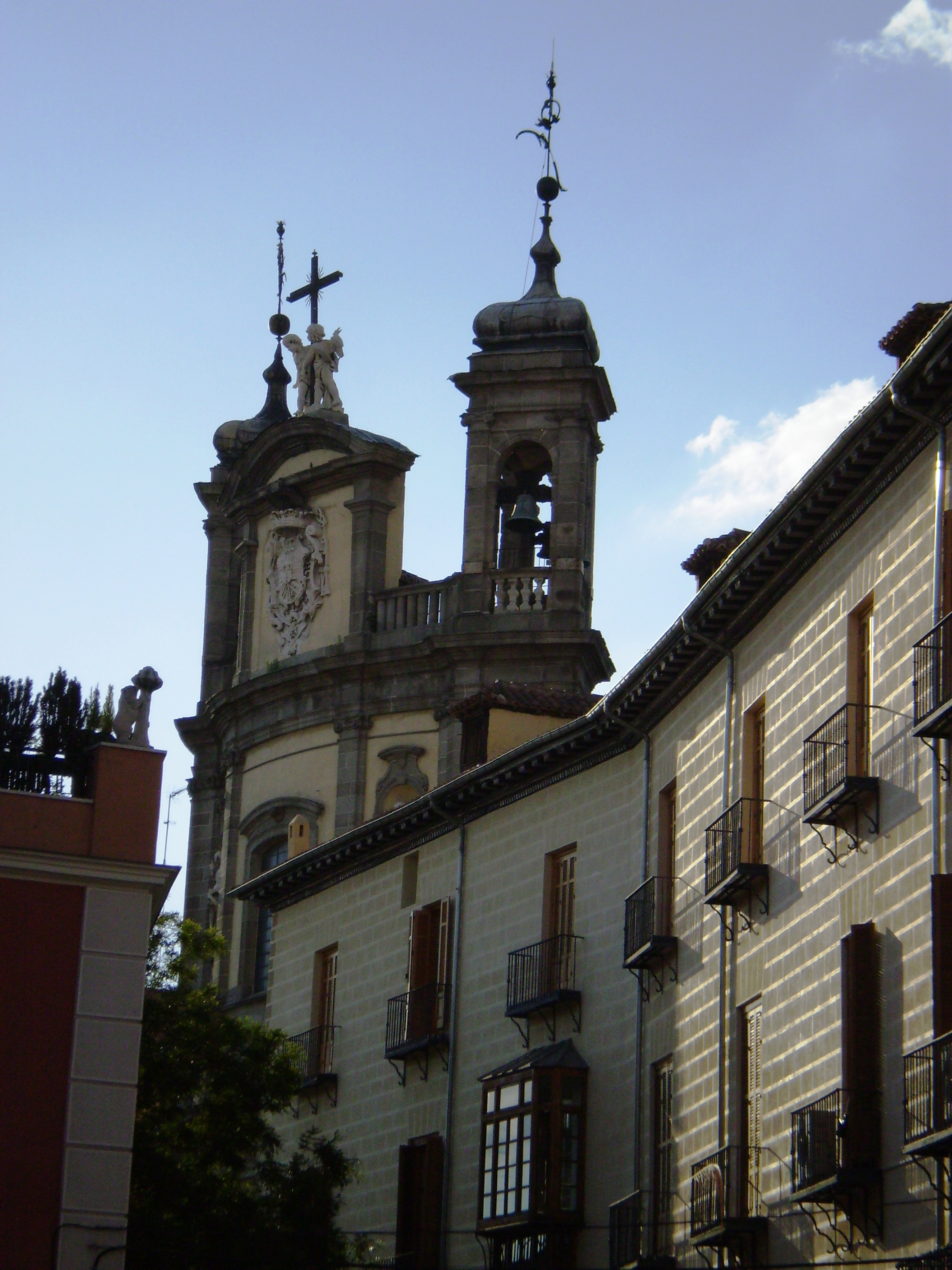